# نادي بالميتال أتلتيكو
بالميتال أتلتيكو كلوب (بالبرتغالية: Palmital Atlético Clube‏)، المعروف باسم بالميتال ، هو نادي كرة قدم برازيلي مقره في بالميتال، ساو باولو.